# Talassa
|  | Per a altres significats, vegeu «Talassa (satèl·lit)». |

Tàlassa (en grec antic, Θάλασσα Thalassa, Θάλασση Thalassê o Θάλαττη Thalattê, 'mar'), en la mitologia grega, era una deessa primordial i la personificació del mar. Era filla d'Èter i Hèmera, i representava el mar Mediterrani.
Segons un escoli a Apol·loni de Rodes, Ió de Quios, un poeta del segle v aC va dir que Tàlassa era la mare de Briàreu, un dels Hecatonquirs. Diodor de Sicília diu que va ser mare, amb Pontos de pare, dels nou Telquines, de la nimfa Hàlia i segons Higí, també dels peixos del mar. També va ser mare d'Egeó, la personificació del mar Egeu. A l'Himne òrfic al mar, a Tetis, se l'equipara amb Talassa, i se l'anomena la mare de Kypris (Afrodita), que la va tenir amb Urà.
Isop explica que Tàlassa podia adoptar la forma humana. També diu que una vegada els déus dels rius es van reunir i es van queixar de Talassa, perquè ells li oferien aigua dolça i ella tenia només uns dons amargs, i només oferia aigua salada i estèril.